# デザイナーベビー
デザイナーベビー（英語: designer baby）とは、受精卵の段階で遺伝子操作などを行うことによって、親が望む外見や体力・知力等を持たせた子供の総称。親がその子供の特徴をまるでデザインするかのようであるためそう呼ばれる。デザイナーチャイルド（designer child）、ジーンリッチ（gene rich）、ドナーベビー（donor baby）とも呼ばれる。

## 概要
デザイナーベビーは、遺伝子を選択して目や髪の色といった特定の特徴を持つ子供の生まれる確率を上げる技術である。1990年代から受精卵の遺伝子操作は遺伝的疾病を回避することを主目的に論じられてきたが、親の過干渉（「より優れた子供を」や「思いどおりの子供を」等） を受け入れ、外見的特長や知力・体力に関する遺伝子操作も論じられるようになってきた。
一方で、子どもが特定の性質を持つように事前に遺伝子を設計することは、技術的にも倫理的にも強く問題視されている。北里大学医学部臨床遺伝学教授の高田史男は『身長や知能など親の「パーフェクトベビー願望」をかなえる検査が、ビジネスの世界で歯止めなく広がるのは危険だ。生活習慣病やがんなどのリスクは確定的なものではなく、多数の遺伝と環境因子が関わるという理解が必要だ』と懸念を示している。

## 報道された事例
- 2013年9月24日、アメリカ合衆国の個人向け遺伝子解析大手企業である「23アンドミー」の「デザイナーベビー」につながる自分と、精子や卵子の提供候補者ごとに遺伝情報を解析して、望み通りの子どもが生まれる確度を予測するシステムがアメリカ特許商標庁に認められた[1][2]。同社はGoogleの共同設立者らが出資[1]。2007年から、唾液に含まれるDNAの遺伝子配列のわずかな違いを分析して、アルツハイマー病や糖尿病など約120の病気のリスクのほか、目の色や筋肉のタイプなど計250項目を判定する事業を展開している[1][2]。2013年時点で、価格は99ドル（約1万円）で、利用者は50ヵ国以上、日本人を含め40万人を超えている[1][2]。
- 2015年2月24日、イギリスの議会上院が、母系遺伝であるミトコンドリア遺伝子の異常による疾患であるMELASの治療のために、ミトコンドリアDNAに異常のある女性の受精卵から核を取り出し、正常なミトコンドリアDNAを持つ女性の脱核した卵子に移植するという手法で、3人の遺伝子をもつ受精卵を誕生させ、MELASの子供への遺伝を防止する技術を承認した[4]。この治療法は、ミトコンドリア脳筋症の根治的治療法として期待される一方で、英国上院での審議では「デザイナーベビー」につながるとの倫理上の懸念から反対意見や慎重論が根強かった[4]。
- 2015年4月、中華人民共和国でゲノム編集を用いて世界初のヒトの受精卵を用いて遺伝子操作実験を行った研究が国際的に物議を醸し[7][8]た。
- 2018年11月27日に中国の南方科技大学の賀建奎副教授はゲノム編集によって双子の1人を1対の両方の遺伝子を改変し、もう1人は片方の遺伝子のみ操作して後天性免疫不全症候群（AIDS）に耐性を持たせた女児「露露」（ルル）と「娜娜」（ナナ）の出産を発表し、後に中国当局の調査で遺伝子操作行為を行ったことが事実と認定された（賀建奎事件）[9]。アメリカの著名な科学者や中国政府には賀に資金面や研究面で協力したとする疑惑も持ち上がり[10][11]、さらに賀は同様の遺伝子操作が脳機能と認知能力の強化をもたらしたとする動物実験に言及していたことから、人間強化の一種である知能増幅を行った可能性も懸念された[12][13]。これを受けて世界保健機関（WHO）はゲノム編集の国際基準を作成するための専門家委員会設置に動き[14][15]、日本医師会や日本医学会のような日本や各国の学会も非難[16]するなど「世界初のデザイナーベビー」であるとして世界的な波紋を呼んだ[17][18]。

## デザイナーベビーの登場するフィクション
多数の作品が執筆・撮影されており、どこまでを記述すべきかの基準がはっきりしない為、個々の作品名の列挙は行わない。これらの作品において、その意味を持たせた“デザイナーベビー”以外の単語・造語を使用する場合も多い為、その概念に比べて、“デザイナーベビー”という用語の認知度は、相対的に低くなっている。通常の文脈では人間以外の生物の遺伝子を導入すること、まったく新規の遺伝子をデザインし埋め込むことといったSFレベルの超技術はデザイナーベビーの概念に含まれない場合が多い。
- オルダス・ハックスリー（松村達雄  訳）『すばらしい新世界』 講談社 1974年（フィクション） ISBN 4061370014
- ジョディ・ピコー（川副智子 訳）『私の中のあなた』 早川書房 2006年（フィクション） ISBN 4152087633